# 8603 Сенатор
8603 Сенатор (8603 Senator) — астероїд головного поясу, відкритий 16 жовтня 1977 року.
Тіссеранів параметр щодо Юпітера — 3,680.